# Nikolas Anadolis
Nikolas Anadolis (griechisch Νικόλαος Αναδολής, * 1991 in Thessaloniki) ist ein griechischer Jazzmusiker (Piano, Komposition).

## Leben und Wirken
Anadolis hat bereits im Alter von vier Jahren mit dem Klavierspiel angefangen; anderthalb Jahre später begann er mit klassischem Klavierunterricht; 2002 wurde er Schüler am Nationalkonservatorium in Thessaloniki. Ab 2001 erhielt er Unterricht in Jazz-Piano und besuchte Meisterkurse bei bekannten Musikern. Zwischen 2008 und 2012 absolvierte er das Bachelorstudium am Berklee College of Music, dann studierte er im Masterstudiengang am New England Conservatory bei Fred Hersch.
Andolis spielte im Trio, aber auch in Soloauftritten und im Duo mit dem Saxophonisten Christoph Huber in vielen Ländern Europas, unter anderem bereits dreimal beim Jazzfestival Enjoy Jazz in der Rhein-Neckar-Region. Auch komponierte er für verschiedene Besetzungen, etwa für Streichquartett und Saxophon.

## Preise und Auszeichnungen
2004 erhielt Anadolis den ersten Preis beim griechisch-zyprischen Klavierwettbewerb Filon. Er gewann 2009 den Wettbewerb für Jazzpiano am Berklee College und 2010 den Martial Solal Jazzpiano Wettbewerb in Paris.

## Diskographische Hinweise
- Nikolas Andolis Enjoy Jazz Festival 2014 (Jazzhaus 2018, mit Simon Tailleu, Jonas Burgwinkel)